# Tecmo World Soccer '96
Tecmo World Soccer '96 (テクモワールドサッカー'96?, Tekumo Wārudo Sakkā '96) è un videogioco arcade di calcio sviluppato dalla Tecmo per Neo Geo, pubblicato nel 1996 da SNK.

## Modalità di gioco
Il titolo riprende un ipotetico Campionato mondiale di calcio del 1996. A differenza del primo capitolo non ci sono squadre di club, ma sono selezionabili trentadue compagini nazionali. Il torneo prevede sette partite, articolate in due gironi da quattro squadre e una finale (essendo un arcade, se si perde anche solo una partita del girone non si può più continuare). In caso di pareggio sono previsti i cosiddetti "Sudden Penalty Kicks", ossia dei tiri di rigore che subito adottano il metodo dell'oltranza (chi sbaglia perde).
Per quanto riguarda la giocabilità, la novità è il tasto del traversone, che permette di lanciare in avanti ad un compagno; mentre invece i passaggi non è possibile gestirli seguendo la direzione del calciatore, bensì quella decisa dal computer che pone sul capo dei calciatori un triangolino (ad essi andrà il pallone in caso di passaggio). Un'altra novità è la possibilità di potenziare il calciatore in seguito alla riuscita di un dribbling: questi guadagnerà una velocità tale da riuscire a giungere in area di rigore senza problemi e scagliare un poderoso tiro.
In caso di sconfitta, se si ripete la partita utilizzando un continua, si può incrementare di un punto la forza o la velocità della propria squadra fino ad un massimo di tre volte.

### Squadre selezionabili
- Arabia Saudita
- Argentina
- Australia
- Belgio
- Brasile
- Bulgaria
- Camerun
- Canada

- Colombia
- Corea del Sud
- Costa Rica
- Francia
- Germania
- Ghana
- Giappone
- Grecia

- Inghilterra
- Irlanda
- Italia
- Marocco
- Messico
- Nigeria
- Norvegia
- Paesi Bassi

- Romania
- Russia
- Scozia
- Spagna
- Stati Uniti
- Svezia
- Svizzera
- Uruguay

## Serie
- Tecmo World Cup '90 (1989)
- Tecmo World Cup '94 (1994)
- Tecmo World Soccer '95 (1995)
- Tecmo World Soccer '96 (1996)
- Tecmo World Cup '98 (1998)
- Tecmo World Cup Millennium (2000)